# Lion Heart (álbum)
Lion Heart é o quinto álbum de estúdio em coreano (oitavo no geral) do grupo feminino sul-coreano Girls' Generation. Produzido por Lee Soo-man, Lion Heart musicalmente abrange estilos de electropop e bubblegum pop. Foi lançado em duas partes ao longo dos dias 18 e 19 de agosto de 2015 pela SM Entertainment; outra versão com uma arte de capa diferente, intitulada You Think, foi distribuída em 26 de agosto de 2015. Esse é o primeiro álbum de estúdio do grupo sem a ex-integrante Jessica, que saiu do grupo em setembro de 2014.
O álbum gerou três singles. "Party" foi lançada em 7 de julho de 2015 e alcançou o topo da Gaon Digital Chart e a décima posição da Japan Hot 100. Foi seguida por "Lion Heart" e "You Think" em agosto de 2015, que atingiram o número quatro e trinta na Gaon Digital Chart, respectivamente. Para promover o álbum, o grupo apareceu em vários programas musicais sul-coreanos, incluindo Music Bank, Show! Music Core e Inkigayo. O grupo ainda embarcou em uma turnê, intitulada Girls' Generation's Phantasia, que começou em 21 de novembro de 2015 em Seul e passou pelo leste e sudeste asiático.

## Antecedentes
Lion Heart é composto por 12 faixas. O álbum foi lançado por distribuição online em duas partes: as primeiras seis faixas do álbum, incluindo o primeiro single, Party, e o segundo e o terceiro singles, Lion Heart e You Think e as outras seis faixas restantes que foram lançadas em 19 de agosto de 2015.  

## Singles
A faixa de pré-lançamento, "Party" foi descrito por Jeff Benjamin da Billboard como uma canção Electro-pop.
A primeira faixa do álbum, Lion Heart que foi oficialmente lançada como single em 18 de agosto foi descrita por Benjamin como uma música bubblegum, também adicionou que a canção utilizou "uma alma apropriada à música".
A segunda faixa do álbum, intitulada de You Think, no qual foi lançada como single em 19 de agosto foi descrita como um "hip-hop amigável" pela Billboard.

## Faixas
| N.º | Título                      | Compositor(es)                                               | Produtor(es)                                                                           | Duração |  |
| 1.  | "Lion Heart"                | Sean Alexander, Darren 'Baby Dee Beats' Smith, Claudia Brant | Jam Factory, Joy Factory                                                               | 3:44    |  |
| 2.  | "You Think"                 | Brandon Sammons (Massive Muzik), Sara Forsberg               | Dante Jones                                                                            | 3:08    |  |
| 3.  | "Party"                     | Jo Yun-gyeong                                                | Albi Albertsson, Chris Young, Shin Agnes                                               | 3:13    |  |
| 4.  | "One Afternoon (어떤 오후)" | Hwang Hyun (MonoTree), Shin Agnes                            | Hwang Hyun (MonoTree), Shin Agnes                                                      | 3:35    |  |
| 5.  | "Show Girls"                | Mafly                                                        | Ricky Hanley, Paul Drew, Greig Watts, Pete Barringer, Joe Killington, Katerina Bramley | 3:39    |  |
| 6.  | "Fire Alarm"                | Kenzie                                                       | Kenzie, Trinity Music                                                                  | 3:11    |  |
| 7.  | "Talk Talk"                 | Cho Yoon-kyung                                               | Mental Audio, Ylva Dimberg                                                             | 3:23    |  |
| 8.  | "Green Light"               | Mafly                                                        | The Underdogs, Mike Daley, Andrew Hey, Britany Burton, Rodnae 'Chikk' Bell             | 2:52    |  |
| 9.  | "Paradise"                  | U.F.O (Jam Factory), Mafly                                   | Nermin Harambašić, Courtney Woolsey, Charite Viken, Erik Fjeld, Saima Mian             | 3:50    |  |
| 10. | "Check"                     | Mafly                                                        | Teddy Riley, Lee Hyun-seung, Dominique Rodriguez, Daniel 'Obi' Klein, Engelina Larsen  | 3:26    |  |
| 11. | "Sign"                      | Kim Bu-min                                                   | Hitchhiker                                                                             | 3:17    |  |
| 12. | "Bump It (예감)"            | Cho Yoon-kyung                                               | Anne Judith Wik, Ronny Svendsen, Uwe Fahrenkrog-Petersen, Greg Fizgerald               | 3:48    |  |

## Desempenho nas tabelas musicais

### Posições
| Tabela musical (2015)                                 | Melhor posição |
| ----------------------------------------------------- | -------------- |
| Coreia do Sul (Gaon Chart)                            | 1              |
| Japão (Oricon Albums Chart)                           | 11             |
| Mundo (Billboard World Albums Chart)                  | 1              |
| Estados Unidos - (Billboard Heatseekers Albums Chart) | 7              |

### Vendas
| País          | Vendas  |
| ------------- | ------- |
| Coreia do Sul | 148,825 |

## Histórico de lançamento
| País          | Data                 | Formato          | Gravadora                   |
| ------------- | -------------------- | ---------------- | --------------------------- |
| Coreia do Sul | 18 de agosto 2015    | Download digital | S.M. Entertainment          |
| Coreia do Sul | 19 de agosto 2015    | Download digital | S.M. Entertainment          |
| Mundo         |                      | Download digital | S.M. Entertainment          |
| Coreia do Sul | 19 de agosto de 2015 | CD               | S.M. Entertainment KT Music |
| Coreia do Sul | 26 de agosto de 2015 | CD               | S.M. Entertainment KT Music |